# مهندسی حقوقی مواد
مهندسی قانونی مواد (به انگلیسی: Forensic materials engineering) شاخه ای از مهندسی حقوقی است که به دنبال مدارک و شواهد بر اساس مواد و اشیاء به جامانده در وقوع جرم یا رخداد حادثه است. به طوری که گشتن در عیب و ناکاملی‌های مواد و اشیاء به جامانده شاید علت وقوع حادثه را توضیح دهد یا وجود ماده ای مشخص در محل حادثه، ارتکاب جرم را آشکار کند. بسیاری از روش‌های آنالیز که برای تشخیص مواد استفاده می‌شوند، ممکن است در تحقیقات استفاده شوند. مقدار دقیق ماده‌ای مورد بررسی است اندازه‌گیری می‌شود که ممکن است فلز، شیشه، سرامیک، پلیمر یا کامپوزیت باشد. یک جنبهٔ مهم در بررسی و آنالیز اثر به جا مانده در شواهد است؛ مانند رد مواد به جا مانده، روی سطح مورد بررسی قرار گرفته؛ که در آن مواد غیر هم جنسی که با هم تماس دارند، اثری روی یکدیگر باقی می‌گذارند. اگر اثرهای به جا مانده با موفقیت آنالیز شوند، در آن صورت صحنهٔ تصادف یا جرم را می‌توان بازسازی کرد. هدف دیگر مشخص کردن علت شکستن اجزا است که با استفاده از تکنیک فرکتوگرافی یا شکست نگاری انجام می‌شود.

## فلز و آلیاژها

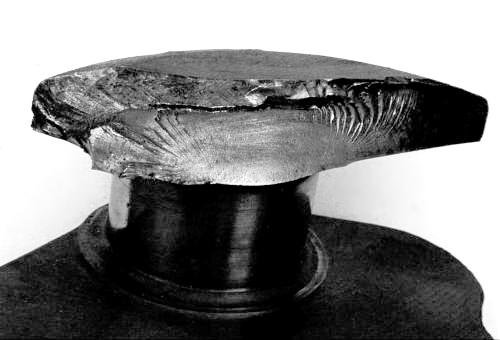
خستگی (مواد) در میل‌لنگ

روی‌های فلزی و آلیاژی می‌توانند به روش‌های متعددی آنالیز و بررسی شوند مانند روش طیف‌بینی و طیف‌سنجی پراش انرژی پرتو ایکس.
اصلیت و ذات فلز یا آلیاژ معمولاً با برش زدن، پلیش و جلا دادن سطح نشان داده می‌شود. در مرحله بعد محلولی (غالباً اسیدی) بر روی آلیاژ یا فلز اعمال می‌شود تا تفاوت‌ها در بخش‌های مختلف سطح نمایان شود. این محلول‌ها هدف مند به سطح نمونه حمله می‌کنند که با توجه به گنجایش و دیگر عوامل سطحی در نمونه، در نهایت سطحی که بر روی آن این فرایند اعمال شده بسیار واضح تر از حالتی است که صرفاً جلا داده شده‌است. در نهایت نمونه با میکروسکوپ نوری مورد بررسی قرار می‌گیرد. متالوگرافی روش معمول برای بررسی ریزساختار فلزات است اما همچنین می‌تواند برای سرامیک‌ها، شیشه و پلیمرها هم مورد استفاده قرار بگیرد. همچنین روش استفاده از میکروسکوپ الکترونی روبشی نیز می‌تواند در مشخص کردن خطا و شکست در ساختار نمونه بسیار مهم و اساسی باشد. با استفاده از این روش می‌توان منشأ شکست ساختار و جهتی که شکست در آن ادامه پیدا می‌کند را مشخص کرد. برای مثال تشخیص خطای خستگی (مواد) از خطای اورلود مکانیکی با این روش انجام می‌شود. هر چند تشخیص این دو خطا از یکدیگر با توجه به شکل‌پذیری نمونه و وجود ناحیه ای با رشد سریع یا کند شکاف در سطح نمونه به سادگی قابل تشخیص است.

## سرامیک و شیشه‌ها

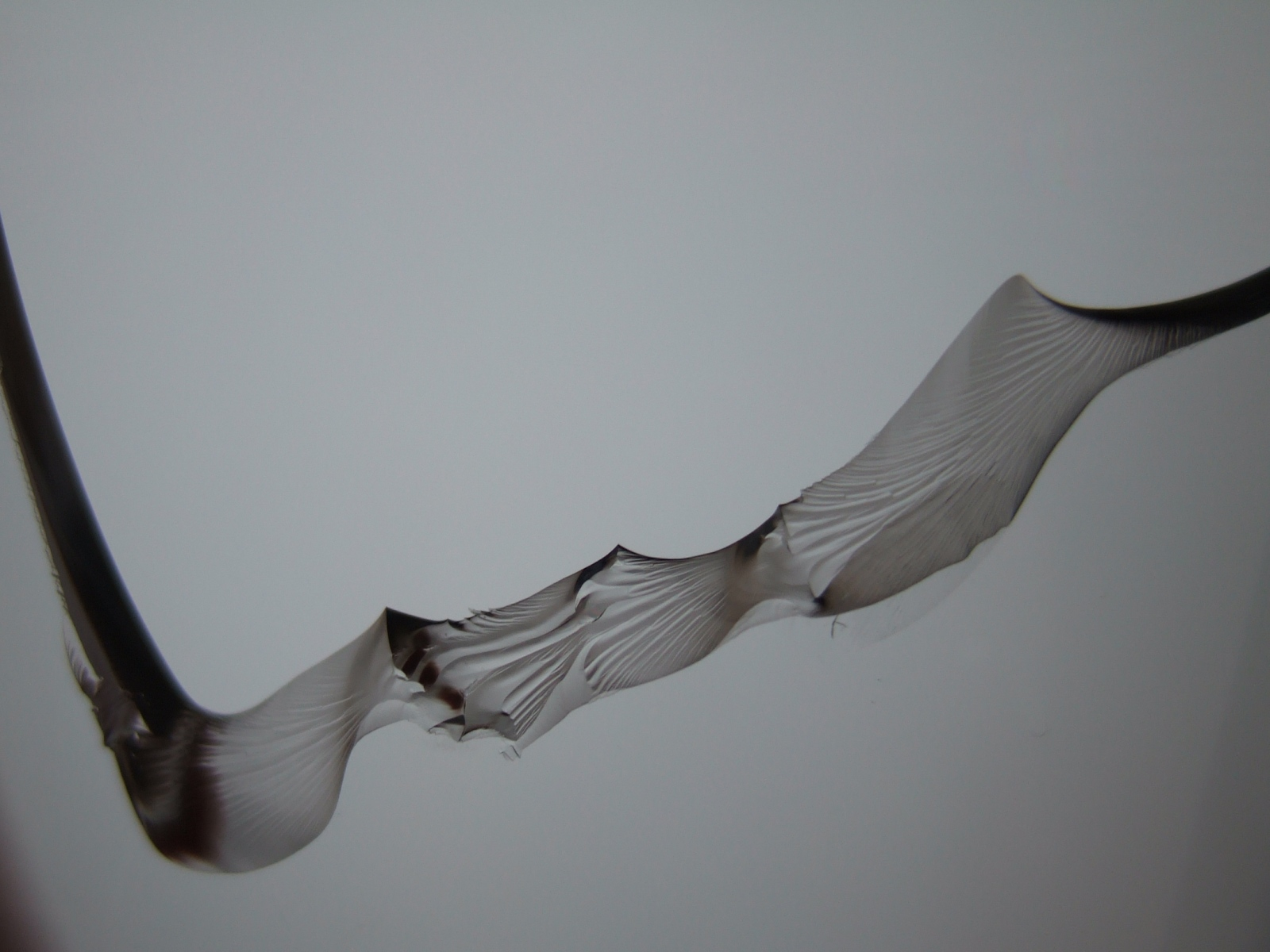
شکستگی جزیی در شیشه

اجسام سخت مانند سفال‌های سرامیکی، شیشه هم با روش میکروسکوپ الکترونی روبشی که برای فلزات استفاده می‌شود مورد بررسی قرار می‌گیرد. به خصوص روش میکروسکوپ الکترونی بررسی محیطی که در خلأ نسبی صورت می‌گیرد.
سطح‌های شکننده مانند شیشه‌ها منبع ارزشمندی از اطلاعات هستند چون ویژگی‌هایی مانند سایه‌های ایجاد شده در سطح آن‌ها در اثر شکستگی می‌توانند در پیدا کردن منشأ شکاف‌ها مفید واقع شوند. بررسی و آنالیز ویژگی‌های سطح با استفاده از فرکتوگرافی انجام می‌شود.
سپس موقعیت منشأ می‌تواند موادی که احتمالاً روی سطح باقی مانده‌اند، تطابق پیدا کرده تا نشان دهند که چگونه یک حادثه یا جرم اتفاق افتاده‌است. برا مثال، بررسی سوراخ به جا مانده از برخورد گلوله می‌تواند مسیر حرکت و انرژی برخورد گلوله را مشخص کرد هم‌چنین در محصولات شیشه‌ای رایج با بررسی می‌توان مشخص کرد که آیا در صحنهٔ جنایت یا تصادف، شیشه به‌طور تصادفی یا از عمد شکسته شده‌است. هم‌چنین عیوب در ساختار مانند اجزایی که از جنس خود ماده نیستند و در نزدیکی شکاف‌های اساسی در سطح ماده قرار می‌گیرند، می‌توانند به سادگی با میکروسکوپ الکترونی روبشی مشخص شوند.

## پلیمرها و کامپوزیت‌ها

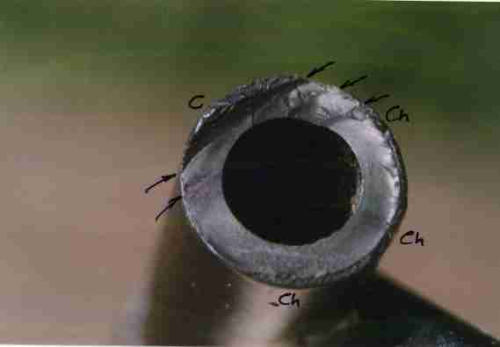
لولهٔ نایلونی انتقال سوخت که در تصادف آسیب دیده‌است

ترموپلاستیک‌ها، ترموست‌ها و کامپوزیت‌ها می‌توانند توسط روش طیف‌سنجی مرئی-فرابنفش و دیگر روش‌ها مانند رزونانس مغناطیسی هسته‌ای و بررسی محیطی میکروسکوپ الکترونی، بررسی و آنالیز شوند. نمونه‌های ناموفق هم می‌توانند در حلال مناسب حل شوند و به‌طور مناسب مورد آزمایش قرار بگیرند (توسط پرتوی فرابنفش، مادون قرمز و طیف‌سنجی مرئی- فرابنفش) یا می‌توان نمونهٔ نازکی از حالت جامد ماده را به کمک میکروتوم مورد بررسی قرار داد. روش برش از نمونه در حالت جامد نسبت به روش استفاده از محلول، ترجیح داده می‌شود زیرا در این روش جذب مواد خارجی مزاحم توسط محلول را نداریم و همچنین تمامیت محلول تا حدی حفظ می‌شود.
نمونه‌های دارای شکست در ساختار با روش فرکتوگرافی بررسی می‌شوند. فرکتوگرافی روشی سودمند برای بررسی تمام موادی است که در ساختار خود شکست دارند و با استفاده از میکروسکوپ نوری و عکاسی ماکرو صورت می‌گیرد. اگرچه پلیمرها دارای ویژگی‌های نسبتاً متفاوت در مقایسه با فلزات و سرامیک‌ها هستند و فقط مستعد شکست به علت خستگی (مواد) , اورلود مکانیکی یا خوردگی تنشی هستند.
بسیاری از پلاستیک‌ها مستعد آسیب دیدن از مواد شیمیایی فعال مانند کلر هستند؛ که این آسیب در تجهیزات مربوط به آب آشامیدنی خود را نشان می‌دهد به خصوص اگر عملیات قالب‌گیری پلاستیک دچار اشکال باشد. با استفاده از از روش میکروسکوپ الکترونی بررسی محیطی می‌توان آنالیز عنصری از نمونهٔ مورد نظر را بدست آورد. این روش گامی مؤثر در میکروآنالیز است و برای بررسی آثار شواهد ارزشمند است.

## الاستومرها

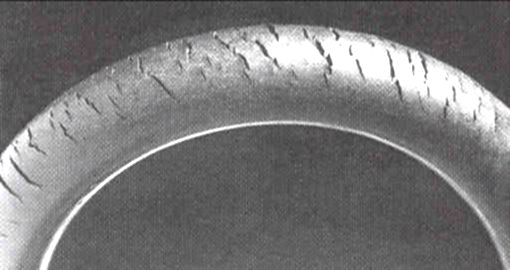
پوسیدگی و ترک خوردن لاستیک در اثر ازون‌کافت

لاستیک‌ها و رزین‌ها در قسمت‌های اصلی ایمنی دستگاه‌ها و ماشین‌ها استفاده می‌شوند؛ بنابراین خرابی آن‌ها سبب حادثه یا مختل شدن کارکرد شود. محصولات تولید شدهٔ معیوب را می‌توان با روش‌های کلی ای که برای پلیمرها به کار می‌رود مورد بررسی قرار داد. هرچند اگر نمونه ولکانش شده یا دارای اتصال عرضی باشد، روش طیف‌بینی فروسرخ و مشتق‌های آن مفید واقع می‌شوند زیرا معمولاً نمونه انعطاف‌پذیر تر است و در مخالفت با کریستال‌های سلنیم که برای بررسی. آنالیز استفاده می‌شوند، فشرده می‌شود.
با آزمایش‌های سادهٔ بررسی متورم شدن ماده نیز می‌توان الاستومرهای استفاده شده در در نمونه را شناسایی کرد. اگرچه بهترین روش میکروسکوپ الکترونی بررسی محیطی (ESEM) که به کمک آنالیز عنصری پرتو ایکس انجام می‌شود. اگرچه این روش‌ها تنها آنالیز عنصری را میسر می‌کند اما می‌تواند سرنخ‌هایی برای شناسایی الاستومر مورد بررسی بدهد. بدین ترتیب وجود مقدار قابل توجهی کلر، نشان می‌دهد که نمونه نئوپرن است و حضور نیتروژن در آنالیز عنصری نشان دهندهٔ لاستیک نیتریل است. این روش همچنین می‌تواند در تأیید، ازون‌کافت مفید باشد به طوری که مقدار زیاد اکسیژن در شکاف‌های سطحی نشان دهندهٔ این اتفاق است. اوزن به الاستومرهای حساس مانند لاستیک طبیعی، لاستیک نیتریل و پلی بوتادی‌ان حمله می‌کند. این الاستومرها در ساختار پیوندهای اصلی‌شان، پیوند دوگانه دارند که طی فرایند ازون‌کافت مورد حملهٔ مولکول‌های اوزن قرار می‌گیرند. این مشکل زمانی اتفاق می‌افتد که مقدار کمی اوزن در مجاورت الاستومر حضور داشته باشد، مانند قطعات حلقه چنبری. حضور مقدار کمی اوزن در مجاورت الاستومر باعث تنزل کشش و کارایی آن می‌شود.

## مقاله‌های مرتبط
. ترد. علوم قانونی. فرکتوگرافی. خوردگی تنشی
. مهندسی حقوقی. شکست. مکانیک شکست